# Елена Шипковенска
Елена Младенова Шипковенска е българска лекарка, професор, специалистка по епидемиология и обществено здраве.

## Биография
Елена Шипковенска е родена на 19 януари 1944 г. в монтанското село Смоляновци. През 1968 г. завършва медицина във ВМИ в София. Започва работа като микробиолог в ХЕИ – Видин. В периода 1971 – 1990 г. е научен сътрудник в Научния институт по социална хигиена и организация на здравеопазването, МЗ. От 1991 г. до 2000 г. е старши научен сътрудник в Клиниката по пропедевтика на вътрешните болести на МУ-София. През 2001 г. е избрана за Ръководител на първата в България катедра „Превантивна медицина“ към ФОЗ, МУ-София, която ръководи до пенсионирането си през 2012 г. Има специализации в областта на епидемиологията и биостатистиката, промоция на здравето, обща медицина, експериментален и изследователски научен дизайн и обществено здравеопазване в Кембридж, Единбург, Маастрихт и Москва. Авторка и съавторка на над 200 научни статии, доклади и научни съобщения. Има 3 монографии и 6 учебника, от които 2 в чужбина. Носителка е на Златна статуетка „Панацея“ за 2005 г. и на Почетния знак на БЛС за 2007 г.
През 1981 г. защитава дисертационен труд и получава образователна и научна степен „доктор“ (тогава кандидат на науките) с тема „Профилактичната помощ на децата от доучилищна възраст в условията на градски педиатричен участък“. От 1991 г. е старши научен сътрудник ІІ степен (доцент), а от 2005 г. – професор.
Преподавателка в Медицинския университет в София, Факултет по обществено здраве.